# Месір маджуну
Месір маджуну (тур. Mesir Macunu) (турецька вимова: [mesiɾ̥ maːd͡ʒunʊ]), тобто "паста месир" — традиційні турецькі солодощі, пов'язані з містом Маніса. Раніші версії Месір маджуну були не солодкими, а досить гострими на смак.
Маджун — це солодка турецька кондитерська ірискова паста, яка виникла з гострих страв Месір маджуну.
Дослідження, проведене у 2017 році, показало, що 9,5% із 42 зразків пасти «Месіра», взятих у різних виробників у Манісі, містили афлатоксин у кількостях, що перевищують верхню межу, дозволену Європейським союзом.

## Інгредієнти
Нижче наведено список спецій та трав, що використовуються для приготування пасти Месір, разом з їхніми турецькими та латинськими назвами:
- Духмяний перець (Yeni bahar) (Pimenta dioica)
- Корінь альпійської лікарської (Havlıcan kökü) (Alpina officinarium)
- Аніс (Anason) (Anisum vulgare)
- Чорний кмин (Çörek otu) (Nigella sativa)
- Чорний міробалан (Kara halile) (Terminalia nigra)
- Чорний перець (Karabiber) (Piper nigrum)
- Крушина (Topalak або Akdiken) (Nerprun alaterne)
- Кардамон (Kakule) (Elettaria cardamomum)
- Касія (Hiyarsenbe) (Cassia)
- Чебулевий міробалан (Kara halile) (Terminalia chebula)
- Корінь китайської цибулі (Cop-i cini) (Smilax) Китай)
- Кориця (Tarçın) (Cinnamomum verum)
- Гвоздика (Karanfil) (Syzygium aromaticum)
- Кокос (Hindistan cevizi) (Cocos nucifera)
- Коріандр (Kişniş) (Coriandum sativum)
- Кубеба (Kebabe) (Cubebae fructus)
- Кмин (Kimyon) (Cuminum cyminum)
- Сушений флердоранж (Portakal çiçeği)
- Фенхель (Rezene) (Foeniculum vulgare)
- Калган (Havlıcan) (Alpinia officinarum)
- Імбир (Zencefil) (Zingibar officinalis)
- Цукор іксир (Iksir şekeri)
- Індійський цвіт (Hindistan çiceği)
- Яванський перець (Kuyruklu biber) (Piper cubeba)
- Екстракт солодки (Meyan balı) (Glycyrrhiza uralensis fisch)
- Корінь солодки (Meyan kökü) (Glycyrrhiza glabra)
- Мастика (Çam sakızı) (Mastichum)
- Просо (Hintdarisi) (Pennisetum glaucum)
- Мирра (Murrusafi) (Commiphora Molmol)
- Мускусна капуста (Sümbül) (Adoxa moschatellina)
- Насіння гірчиці (Hardal tohumu) (Brassica nigra)
- Апельсинова цедра (Portakal kabugu)
- Ревінь (Ravend) (Rheum Palmatum)
- Шафран (Safran) (Crocus Orientalis)
- Лимонна кислота (Limon tuzu)
- Сенна (Sinameki) (Касія сенна)
- Куркума (Zerdeçal) (Curcuma domestica)
- Удулкахр (Udulkahir)
- Ваніль (Vanilya) (Vanilla planifolia)
- Вайда (Çivit) (Isatis)
- Міробалан жовтий (Sarı halile) (Fructus myrobalani)